# Телавский уезд
Тела́вский уезд — административная единица в Тифлисской губернии Российской империи и Грузинской ССР. Уездный город — Телав.

## История
Телавский уезд в составе Грузинской губернии был образован в 1801 году в результате присоединения Картли-Кахетинского царства к России. В 1840 году уезд в составе Грузино-Имеретинской губернии, с 1846 года — в Тифлисской губернии.
В 1918 году уезд вместе с Тифлисской губернией вошёл в состав Грузинской Демократической Республики. В 1929 году упразднён с передачей территории в Кахетинский округ.

## Население
Согласно ЭСБЕ население уезда в конце XIX века составляло 65 149 чел.
По данным первой всеобщей переписи населения 1897 года в уезде проживало 66 767 жителей, в том числе в уездном городе Телав — 13 929 чел. Процент грамотных в уезде составлял 16,6 % или 11 183 чел.
По данным «Кавказского календаря» на 1915 год, к 1914 году население уезда составляло 74 829 чел.

### Национальный состав
| Год              | Всего, чел. | Грузины          | Армяне         | Татары (азербайджанцы) | Аваро-андийские народы | Великорусы (русские), малорусы (украинцы), белорусы | Осетины      | Немцы       | Евреи       | Лезгинские народы | Поляки      | Персы       | Греки      | Французы   | Айсоры (ассирийцы) | Остальные   |
| ---------------- | ----------- | ---------------- | -------------- | ---------------------- | ---------------------- | --------------------------------------------------- | ------------ | ----------- | ----------- | ----------------- | ----------- | ----------- | ---------- | ---------- | ------------------ | ----------- |
| 90-е годы XIX в. | 65 149      | 50 165 (77 %)    | 12 378 (19 %)  | 1 954 (3 %)            | ---                    | ---                                                 | ---          | ---         | ---         | ---               |             | ---         | ---        | ---        | ---                | ---         |
| 1897             | 66 767      | 57 431 (86,02 %) | 4 754 (7,12 %) | 1 873 (2,81 %)         | 1 752 (2,62 %)         | 719 (1,08 %)                                        | 108 (0,17 %) | 34 (0,05 %) | 24 (0,04 %) | 20 (0,04 %)       | 17 (0,03 %) | 17 (0,03 %) | 7 (0,01 %) | 4 (0,01 %) | 2 (<0,01 %)        | 25 (0,04 %) |

## Административное деление
В 1913 году в состав уезда входило 33 сельских правлений:
| - Акурское — с. Акура, - Алавердинское — с. Алаверды, - Бушатское — с. Бушаты, - Вантское — с. Ванта, - Вардис-Убанское — с. Вардис-Убани, - Вачнадзианское — с. Вачнадзиани, - Гавазское — с. Гавази (в том числе Дзвели Гавази), - Гулгульское — с. Гулгула, - Енисельское — с. Енисели, - Икалтинское — с. Икалто, - Калаурское — с. Калаури, | - Караджалинское — с. Караджали, - Кварельское — с. Кварели, - Кисисхевское — с. Кисисхеви, - Кистаурское — с. Кистаури, - Кондольское — с. Кондоли, - Курдгелаурское — с. Курдгелаури, - Кучатанское — с. Кучатани, - Маграанское — с. Маграани, - Напареульское — с. Напареули, - Ожийское — с. Ожио, - Пашаанское — с. Пашаани, | - Пшавельское — с. Пшавели, - Руиспирское — с. Руиспири, - Сабуйское — с. Сабуе, - Уриатубанское — с. Уриатубани, - Ходашенское-Земо — с. Ходашени-Земо, - Ходашенское-Квемо — с. Ходашени-Квемо, - Цинандальское — с. Цинандали, - Шакрианское — с. Шакриани, - Шашианское — с. Шашиани, - Шилдинское — с. Шилда, - Шалаурское — с. Шалаури. |